# La Course by Le Tour de France 2015

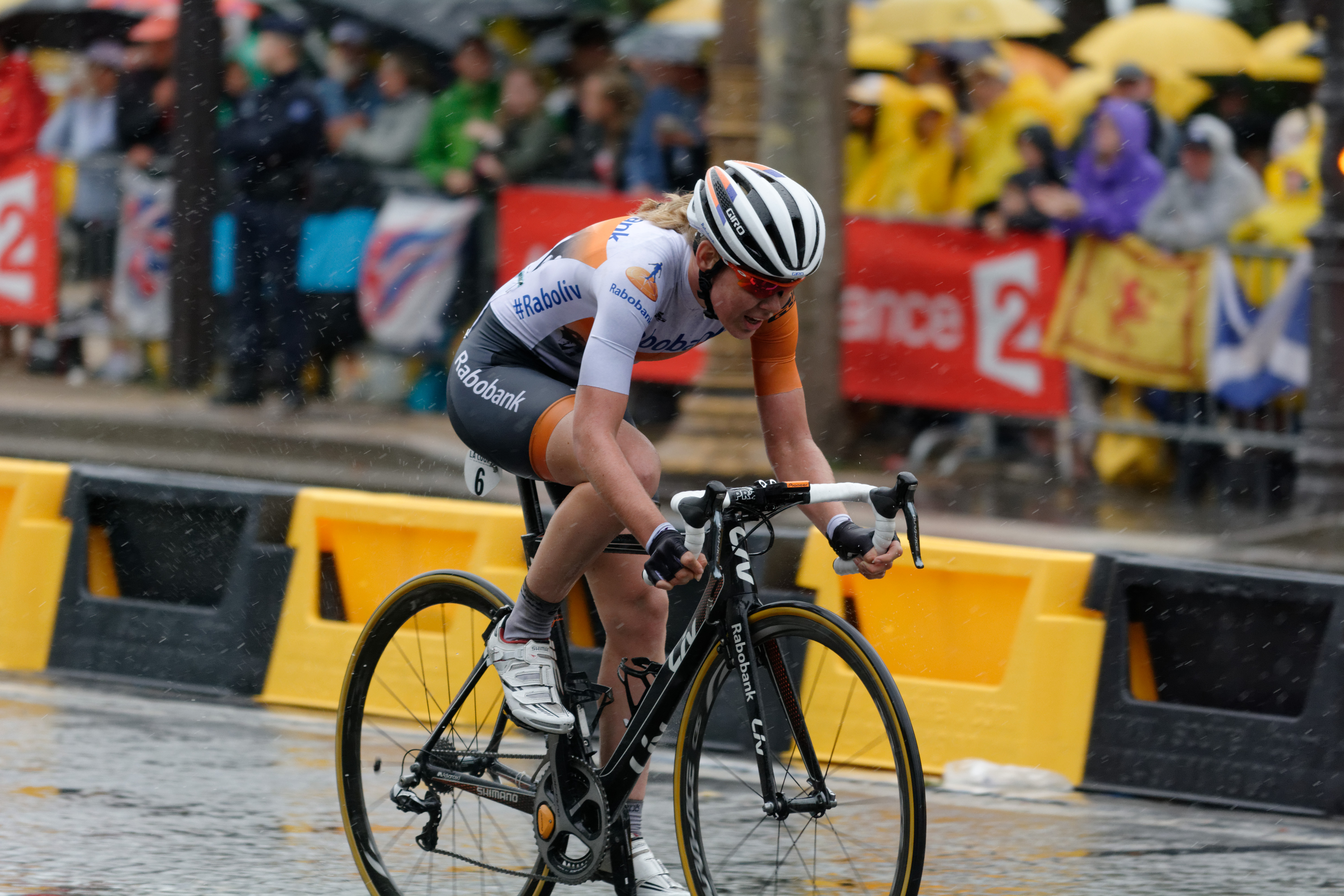
Anna van der Breggen alleen in de aanval in de laatste ronde

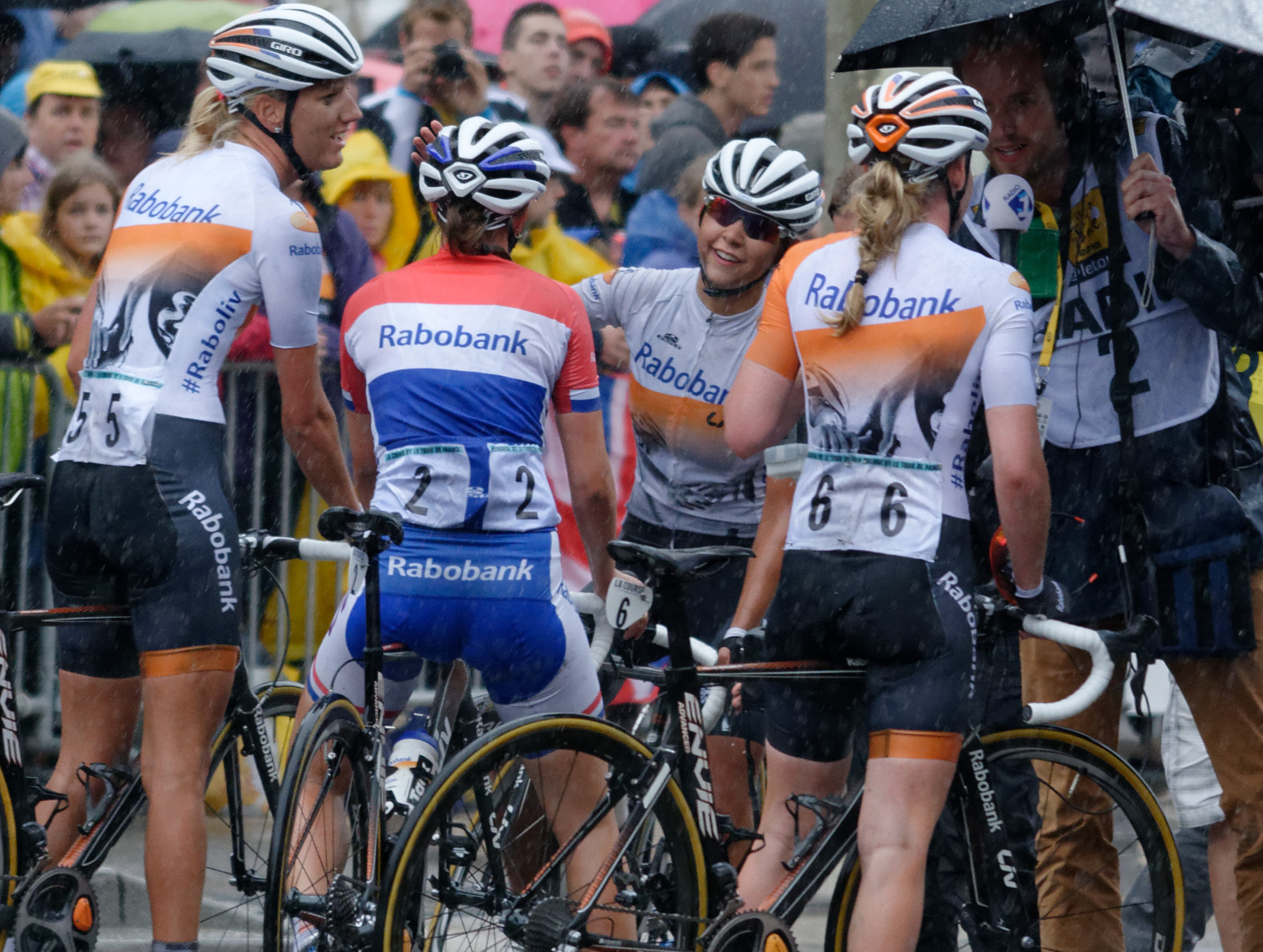
Anna van der Breggen (rechts) staat na haar overwinning een journalist te woord in het bijzijn van enkele van haar ploeggenotes.

De tweede editie van de Franse wielerwedstrijd La Course by Le Tour de France werd gehouden op 26 juli 2015. De wedstrijd van 89 km was ingedeeld in de  UCI wedstrijdcategorie 1.1. De start en aankomst lagen op de Avenue des Champs-Élysées te Parijs. De Nederlandse Anna van der Breggen won, na een ontsnapping in de laatste ronde, met een seconde voorsprong op een aanstormend peloton, waarin de Belgische Jolien D'Hoore de sprint voor de tweede plaats won van de Nederlandse Amy Pieters. Door regenval en een bijgevolg nat wegdek waren er vele valpartijen. Ellen van Dijk brak hierbij haar sleutelbeen.

## Deelnemende ploegen
| UCI-ploegen                    | UCI-ploegen                     | Nationale selectie |
| ------------------------------ | ------------------------------- | ------------------ |
| Alé Cipollini                  | Matrix Fitness                  | Frankrijk          |
| Bigla Pro Cycling Team         | Optum-Kelly Benefit Strategies  |                    |
| Bizkaia-Durango                | Orica-AIS                       |                    |
| Boels Dolmans Cycling Team     | Poitou-Charentes.Futuroscope.86 |                    |
| BTC City Ljubljana             | Rabobank-Liv Woman              |                    |
| Team Hitec Products            | Topsport Vlaanderen-Pro-Duo     |                    |
| Inpa Sottoli Bianchi Giusfredi | UnitedHealthcare Women's Team   |                    |
| Lensworld.eu-Zannata           | Velocio-SRAM                    |                    |
| Liv-Plantur                    | Wiggle Honda                    |                    |
| Lotto Soudal Ladies            |                                 |                    |

## Uitslag
| Plaats  | Naam                 | Ploeg                           | Tijd     |
| ------- | -------------------- | ------------------------------- | -------- |
| Winnaar | Anna van der Breggen | Rabobank-Liv Woman              | 2u05'01" |
| 2       | Jolien D'Hoore       | Wiggle Honda                    | + 1"     |
| 3       | Amy Pieters          | Liv-Plantur                     | z.t.     |
| 4       | Elizabeth Armitstead | Boels Dolmans Cycling Team      | z.t.     |
| 5       | Lotta Lepistö        | Bigla Pro Cycling Team          | z.t.     |
| 6       | Lisa Brennauer       | Velocio-SRAM Pro Cycling        | z.t.     |
| 7       | Emma Johansson       | Orica-AIS                       | z.t.     |
| 8       | Lucinda Brand        | Rabobank-Liv Woman              | z.t.     |
| 9       | Kirsten Wild         | Hitec Products                  | z.t.     |
| 10      | Christine Majerus    | Boels Dolmans Cycling Team      | z.t.     |
| 11      | Roxane Fournier      | Poitou-Charentes.Futuroscope.86 | z.t.     |
| 12      | Sara Mustonen        | Liv-Plantur                     | + 5"     |
| 13      | Chloe Hosking        | Wiggle Honda                    | z.t.     |
| 14      | Joelle Numainville   | Bigla Pro Cycling Team          | z.t.     |
| 15      | Carmen Small         | Bigla Pro Cycling Team          | z.t.     |
| 16      | Pascale Jeuland      | Poitou-Charentes.Futuroscope.86 | z.t.     |
| 17      | Tiffany Cromwell     | Velocio-SRAM Pro Cycling        | z.t.     |
| 18      | Annette Edmondson    | Wiggle Honda                    | + 8"     |
| 19      | Giorgia Bronzini     | Wiggle Honda                    | z.t.     |
| 20      | Mia Radotic          | BTC City Ljubljana              | z.t.     |

2014 · 2015 · 2016 · 2017 · 2018 · 2019 · 2020 · 2021